# Kiyohara Tama
Kiyohara Tama (清原 玉?; Tokyo, 17 luglio 1861 – Tokyo, 6 aprile 1939) è stata una pittrice, illustratrice, giornalista e modella giapponese naturalizzata italiana, conosciuta anche con i nomi di Kiyohara Otama (清原 お玉?), Eleonora Ragusa e Otama Ragusa.
Ha vissuto gran parte della sua vita a Palermo.

## Biografia
Kiyohara Tama, alla nascita Kiyohara Tamayo (清原 多代?), era la seconda figlia di Kiyohara Einosuke, ed era nata a Shiba, quartiere di Minato a Tokyo, dove il padre era custode del famoso tempio buddista Zōjō-ji.
Prima di entrare alla scuola elementare iniziò a studiare pittura con un maestro giapponese.
Nel 1878 all'età di 17 anni posò per lo scultore siciliano Vincenzo Ragusa, che insegnava scultura a Tokyo. Fu la prima giapponese a posare per un artista europeo.

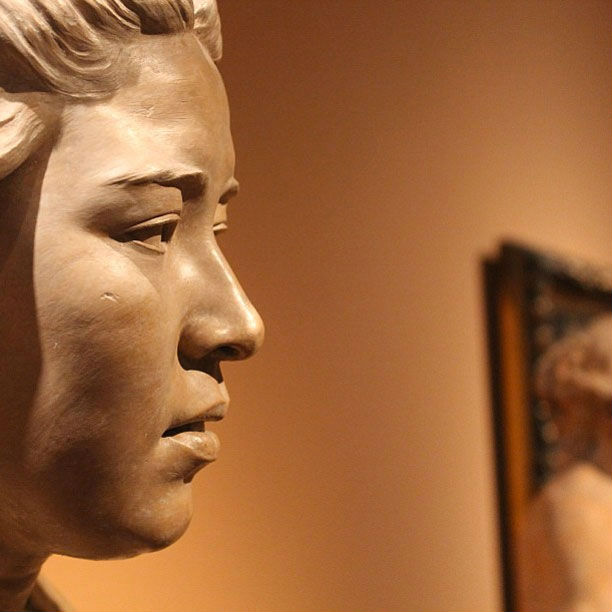
Vincenzo Ragusa, Ritratto di Tama Kiyohara, 1883. GAM, Palermo.

### A Palermo
Nel 1882, a 21 anni, si trasferì insieme alla sorella O'Chiyo e al cognato a Palermo, accompagnando Vincenzo Ragusa che vi faceva ritorno.
Nello stesso anno Ragusa aprì la Scuola Superiore d'Arte Applicata, dove Kiyohara, suo cognato e sua sorella avrebbero dovuto insegnare le tecniche giapponesi di pittura, ricamo e lacca. Ma difficoltà tecniche e burocratiche causarono la momentanea sospensione nella scuola degli insegnamenti orientali, pertanto la sorella con il marito tornarono in Giappone dopo aver trascorso sei anni a Palermo.
O'Tama Kiyohara (così l'artista firmava le opere) rimase a Palermo, e nel 1889, convertitasi alla religione cattolica, sposò Vincenzo Ragusa, prendendo il nome italiano di Eleonora Ragusa. Dopo le nozze firmò sempre O'Tama Ragusa o O'Tama Eleonora Ragusa.
Durante il suo soggiorno a Palermo produsse molte opere pittoriche e lavorò come illustratrice reporter.
Nel 1884 fu nominata direttrice della Sezione femminile della scuola d'arte Museo Artistico Industriale - Scuole Officine che Vincenzo Ragusa aveva aperto, prima privatamente e poi con fondi pubblici a Palazzo Belvedere (Casa Benzo) a Palermo.
La scuola, che ha cambiato sedi e denominazioni, esiste ancora sotto il nome di Liceo Artistico - Vincenzo Ragusa Otama Kiyohara.
Nel 1927, alla morte del marito, i quotidiani giapponesi Osaka Mainichi Shinbun e Tokyo Nichinichi Shinbun, vennero a sapere della sua storia e pubblicarono un romanzo a puntate su di lei, rendendola famosa in Giappone.

### Ritorno a Tokyo e morte
Dopo cinquantuno anni di lontananza dal suo paese, ormai riusciva a malapena a parlare giapponese, nel 1933 rientrò in Giappone perché i discendenti della sua famiglia la rivollero in patria inviando a Palermo una giovanissima pronipote che la condusse a Tokyo.

Al suo arrivo aprì un atelier a Shiba, dove morì nel 1939.
Secondo i suoi desideri, la metà delle sue ceneri è in Giappone nel tempio di famiglia Chōgen-ji, l'altra metà è sepolta nella tomba del marito, nel cimitero palermitano dei Rotoli.

Sulla loro tomba c'è una colonna sormontata da una colomba realizzata dallo stesso marito.
A lei e al marito è intestato un liceo artistico a Palermo, erede delle scuola d'arte fondata da Ragusa.

## Opere

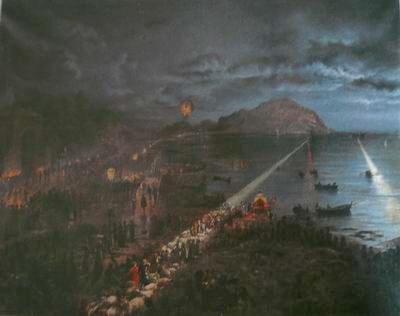
Kiyohara Tama, La Notte dell'Ascensione, olio su tela.

O'Tama Kiyohara fu una pittrice di grande abilità, molto attiva e versatile. Produsse infatti molte opere utilizzando tecniche diverse (dall'acquerello all'olio su tela, dal pastello alla pittura murale, ecc.); trattò i soggetti più vari (dai ritratti ai paesaggi, dalle nature morte agli animali, dalle scene di genere ai temi religiosi, e così via). Operò anche nell'ambito dell'arte applicata realizzando paraventi, oggetti e coperte dipinte, ecc. Il suo stile, dopo aver conosciuto il futuro marito, lo scultore palermitano Vincenzo Ragusa, ebbe una decisa svolta passando dal grafismo sintetico giapponese al naturalismo occidentale. Una enorme quantità di opere dell'artista sono state esposte nella grande mostra, O'Tama e Vincenzo Ragusa. Un ponte tra Tokyo e Palermo, (la prima antologica in assoluto in Italia) allestita a palazzo Sant'Elia (12 maggio-28 luglio 2017), a cura di Maria Antonietta Spadaro. Attraverso un articolato percorso espositivo, incentrato sulle opere pittoriche di O'Tama Kiyohara e le sculture di Vincenzo Ragusa, è stata evidenziata in modo inequivocabile l'importanza di questo episodio di "giapponismo" verificatosi a Palermo, tra 800 e 900, grazie all'esperienza condotta in Giappone da V. Ragusa e alla presenza a Palermo di O'Tama, certamente il fenomeno di questa natura più significativo avutosi in Italia.
Le sue opere rimaste in Italia, principalmente a Palermo, si trovano in varie collezioni pubbliche e private, e sono visibili nel catalogo della mostra del 2017 sopra citata. La maggior parte delle sue opere, che erano conservate in Giappone, sono andate distrutte durante i bombardamenti di Tokyo nella seconda guerra mondiale.

### Dipinti e disegni di O'Tama
- 12 disegni su carta di riso, ad inchiostro e acquerellati, Museo delle Civiltà "Luigi Pigorini", Roma
- 31 tavole ad acquerello raffiguranti oggetti della Collezione Ragusa, 1877-1881, Liceo Artistico - Vincenzo Ragusa Otama Kiyohara
- Ritratto di Vincenzo Ragusa, 1888, Collezione privata, Roma
- Ritratto del suocero, Michele Ragusa, pastello, collezione privata, Palermo
- La Notte dell'Ascensione o La Benedizione degli animali, 1891, olio su tela, Museo G. Pitré, Palermo
- Santa Rosalia, olio su tela, Convento della Chiesa di Sant'Antonino, Palermo
- Paesaggio giapponese, olio su tela, Gam Palermo
- Due geishe, arazzo dipinto, collezione privata, Palermo
- 3 acquerelli realizzati nel 1909 a Messina, davanti a luoghi distrutti dal terremoto, Galleria Comunale d'arte, Messina
- Ritratto di Vincenzo Ragusa, 1925 ca, olio su tela, Società Siciliana di Storia Patria, Palermo
- Toffy-Tu. Ritratto del cagnolino dei Whitaker, Villa Whitaker, Palermo
- Ragazze in barca sul lago, olio su tela, 168 x 250 cm.[7]
- Il Trionfo di Bacco, 1898, olio su tela, collezione privata, Palermo
- Dipinti parietali a Villa Guzzardi, Tommaso Natale, Palermo
- Decorazione del soffitto di un salone di Casa Ragusa, 1905 ca. Palermo
- 1906 - 1908. Dipinti murari nella sala da pranzo di Villa Caruso Valenti Orlando, Palermo.[8]

## La Collezione Ragusa
Durante la permanenza in Giappone Ragusa raccolse un'importante collezione di oggetti e opere d'arte giapponese. Tra il 1888 e il 1916 la collezione fu poi venduta da V. Ragusa al Museo Etnografico Pigorini di Roma, dove è custodita, ma non visibile al pubblico.
Composta da 4172 pezzi, tra cui dipinti, xilografie, lacche, statue bronzee, armi, vasi in bronzo e ceramica, strumenti musicali, maschere, abiti, e oggetti di uso quotidiano, costituisce la più importante raccolta di oggetti giapponesi antichi esistente in Italia. La raccolta ha anche un grande valore di testimonianza della cultura giapponese precedente all'apertura verso l'Occidente. Molti degli oggetti della Collezione Ragusa furono immortalati in tavole ad acquerello dipinte a Tokyo dalla Kiyohara: 31 tavole sono conservate a Palermo presso il Liceo Artistico - Vincenzo Ragusa Otama Kiyohara, mentre altre sono a Tokyo in collezioni pubbliche e private.

## Media
La sua vita è stata raccontata nel 2012 nel film O'Tama Monogatari di Gianni Gebbia.
Sempre nel 2012 Fabrice de Nola ha dipinto il quadro Ninfee dedicato ad O'Tama; entrambe le opere erano visibili nella mostra O'Tama e Vincenzo Ragusa. Un ponte tra Tokyo e Palermo, allestita a palazzo Sant'Elia, Palermo (12 maggio-28 luglio 2017), a cura di Maria Antonietta Spadaro, nella sezione "Artisti per O'Tama", insieme alla video-installazione La stanza di O'Tama, realizzata in occasione della mostra da Antonio Giannusa.
Compare anche nella letteratura: è citata assieme al marito in The Death of Noah Glass, della scrittrice australiana Gail Jones, nel quale l'eponimo è stato narrativamente coinvolto nel contrabbando dell'arte, in particolare del busto scolpito da Ragusa ritraente le sue fattezze; è inoltre viceprotagonista del romanzo storico La pittrice di Tokyo, opera a carattere femminista, di Sara Belmonte.
La sua vita è stata raccontata anche nel fumetto “La vita di Otama”, testi di Keiko Ichiguchi e disegni di Andrea Accardi, pubblicato da Sergio Bonelli Editore.